# Melanochelys trijuga
Melanochelys trijuga (лат.) — вид водных черепах из семейства азиатские пресноводные черепахи. Пресноводные черепахи среднего размера, обитающие в Южной Азии.

## Внешний вид и строение
Цвет верхней стороны панциря (карапакса) может варьировать от красноватого до темно-коричневого и черного с желтыми полосами, идущими по всей длине. Нижняя сторона панциря (пластрон) однородно коричневого цвета. На морде Melanochelys trijuga могут быть желтые или оранжевые отметины и пятна, цвет которых варьирует в зависимости от подвида. Размер особей этого вида может варьировать от 38 до 45 см.

## Распространение и среда обитания
Встречается в Индии, Бангладеш, Мьянме, Шри-Ланке, Мальдивах, Непале и на архипелаге Чагос, куда он, возможно, был завезен людьми. Существует пять признанных подвидов с перекрывающимися ареалами:
- M. t. trijuga: Индия.
- M. t. coronata: Индия.
- M. t. indopeninsularis: Индия, Непал.
- M. t. parkeri: Шри-Ланка
- M. t. thermalis: Индия, Мальдивы, Шри-Ланка.

Melanochelys trijuga обитает в различных водоемах, включая пруды, марши, реки и искусственные водоемы, такие как рисовые поля, пруды и так далее.

## Экология
Этот вид наиболее активен ранним утром и вечером. Большую часть дня проводит, греясь на солнце. Представители шри-ланкийского подвида, имеющие более плоский панцирь, часто проводят день в норах. Этот вид обычно питается водной растительностью вдоль кромки воды. Он всеяден, его рацион варьирует от водных растений до водных насекомых и падали. Иногда можно увидеть Melanochelys trijuga, собирающихся рядом с трупом крупного животного.

## Размножение
Melanochelys trijuga размножается в сезон дождей, с августа по октябрь. В это время самец становится особенно агрессивным и начинает преследовать самку, кусая ее за шею. Самец прицепляется к верхней стороне панциря самки и спаривается с ней. После завершения спаривания самка выкапывает яму в земле или иногда в куче навоза носорога или слона, используя левую заднюю ногу, чтобы выкопать гнездо, и правую заднюю ногу, чтобы отбросить лишний материал. В год в норах откладывается от двух до шести отдельных кладок яиц. Инкубационный период яиц составляет 60-65 дней, вылупление детенышей происходит летом.

## Угрозы и охрана
Вид классифицируется МСОП как вызывающий наименьшее беспокойство. M. t. indopeninsularis считается находящимся под угрозой исчезновения в Бангладеш, тогда как популяция в Мьянме (M. t. edeniana) считается уязвимой или находится под угрозой исчезновения. Этот вид по-прежнему распространен в Индии и Непале и поэтому в целом считается вызывающим наименьшее беспокойство. Там, где популяция Melanochelys trijuga находится под давлением, это в основном связано с охотой с целью потребления в пищу и продажей в качестве домашних питомцев.